# Thomas Hampson
Thomas Hampson (Elkhart, Indiana, 28 de junio de 1955) es un barítono estadounidense de fama mundial.

## Relevancia musical
Considerado uno de los más importantes barítonos contemporáneos se destaca en obras de Wolfgang Amadeus Mozart (Don Giovanni, Las bodas de Fígaro, Cosí fan tutte, Idomeneo) y como Fígaro de El barbero de Sevilla y Guillaume Tell de Gioachino Rossini, Hamlet de Ambroise Thomas y Eugene Onegin de Chaicovski. Ha incorporado papeles de Giuseppe Verdi (Germont en La Traviata, Rodrigo en Don Carlo, Simón Boccanegra, Ernani y Macbeth) y Richard Wagner (Wolfram en Tannhäuser y Amfortas en Parsifal).  

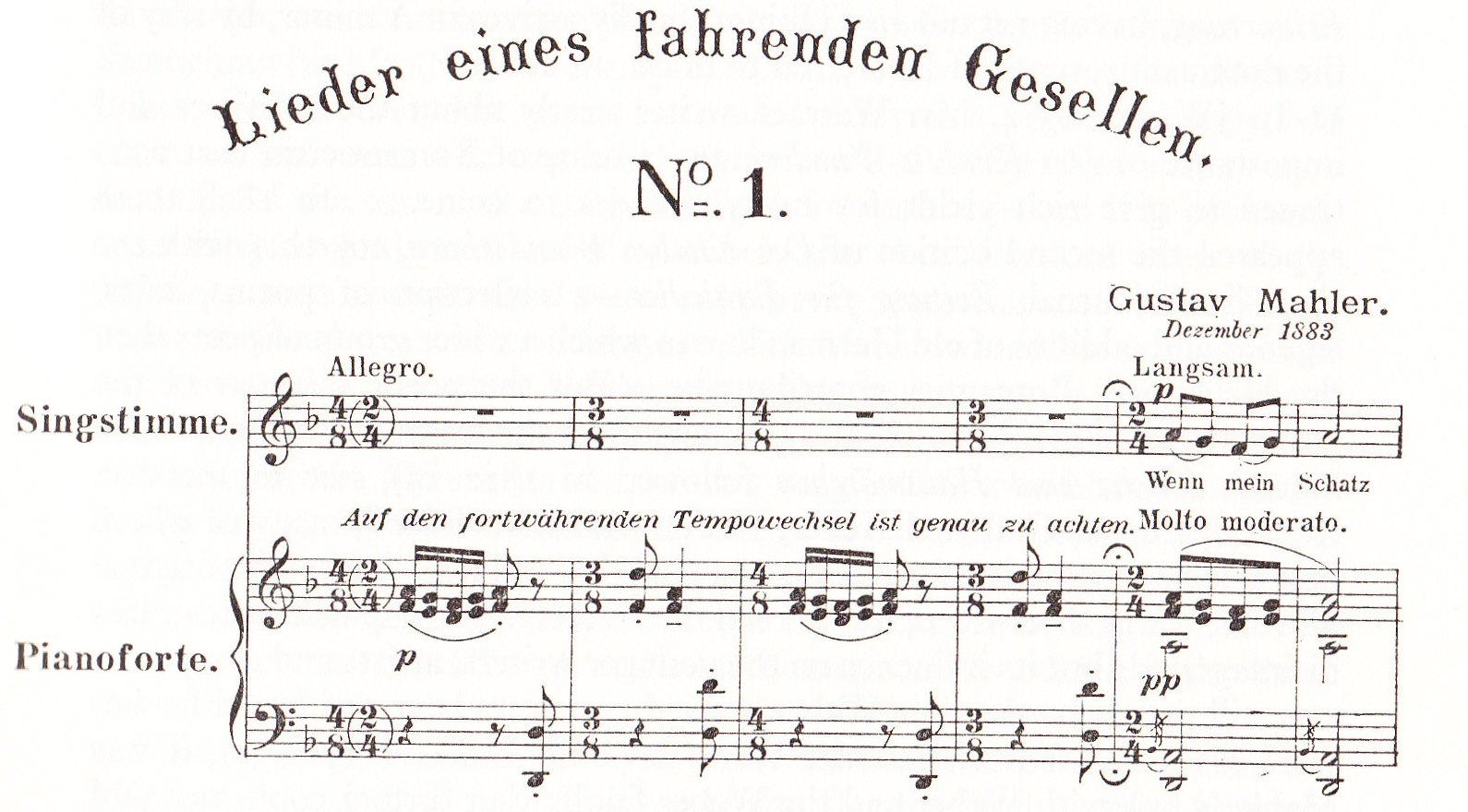
Mahler. Lieder eines fahrenden Gesellen

Es un celebrado cantante de cámara, uno de los grandes Liederistas contemporáneos con un vasto repertorio que incluye Franz Schubert, Hugo Wolf, Joseph Marx, Richard Strauss, Gustav Mahler, Rossini, Héctor Berlioz, Robert Schumann, etc. Requerido por los más notables directores para obras corales y sinfónicas como el Réquiem de guerra (War Requiem) de Britten se ha destacado en la difusión del repertorio de la canción americana.  
Otros papeles importantes son Billy Budd de Benjamin Britten, Doktor Faustus de Ferruccio Busoni, Doktor Falke en Die Fledermaus de Johann Strauss (hijo), Danilo en La viuda alegre de Franz Lehár, Valentin en Faust de Charles Gounod y la versión para barítono de Werther de Jules Massenet.  
En octubre de 1986 debutó en el Metropolitan Opera de New York, retornando varias temporadas y totalizando más de 150 funciones. Hampson actúa regularmente en la Ópera de San Francisco, la Ópera Estatal de Viena, Ópera Estatal de Baviera, Berlín, Zúrich, París, Covent Garden Londres y la Ópera Lírica de Chicago.

## Educación
Hampson creció en Spokane, Washington, donde se matriculó en el Eastern Washington State College (ahora Eastern Washington University) en Cheney, con especialización en ciencias políticas. Al mismo tiempo, Hampson obtuvo un BFA en Interpretación de Voz en el Fort Wright College bajo la tutela de la Hermana Marietta Coyle. Durante los veranos de 1978 y 1979, estudió con Gwendolyn Koldowsky y Martial Singher en la Academia de Música del Oeste, donde ganó el Premio Lotte Lehmann. Luego continuó sus estudios en la Universidad del Sur de California, donde trabajó con el entrenador vocal Jack Metz y el barítono Horst Günter, su mentor de toda la vida. En 1980, como consecuencia de ganar la audición de la Ópera de San Francisco, compitió en el Programa Merola Opera, en el que conoció a Elisabeth Schwarzkopf.  En 1980 recibió el segundo premio en el Hertogenbosch International Vocal Competition. En 1981, fue uno de los ganadores en las finales nacionales de audiciones del Consejo Nacional de la Ópera Metropolitana.  

## Carrera temprana
Una gira de audiciones en Europa a principios de los años 80 le trajo un contrato con la Deutsche Oper am Rhein en Düsseldorf, así como la oportunidad de estudiar con la soprano Elisabeth Schwarzkopf, a quien había conocido en el programa Merola. En sus tres años como miembro del conjunto de Düsseldorf (1981-84), perfeccionó su experiencia escénica con una serie de papeles secundarios, pero también tuvo asignaciones más importantes, tanto en Düsseldorf como en otros lugares. Cantó el papel principal en Der Prinz von Homburg de Henze en Darmstadt, Alemania, y Guglielmo, en una producción de Jonathan Miller de Così fan tutte en el Teatro de la Ópera de Saint Louis, que le atrajo mucha atención en los Estados Unidos.
En 1984 entró en el elenco estable de la Ópera de Zúrich como principal barítono lírico, estando entre otros participantes en el legendario ciclo Harnoncourt-Ponnelle Mozart, incluyendo todas las óperas de Da Ponte y el papel principal de la famosa producción de Don Giovanni en 1987. Los compromisos durante este tiempo también incluyeron a las compañías principales de Hamburgo, Colonia y Viena, y su debut en el recital en Londres, en Wigmore Hall, en 1984.

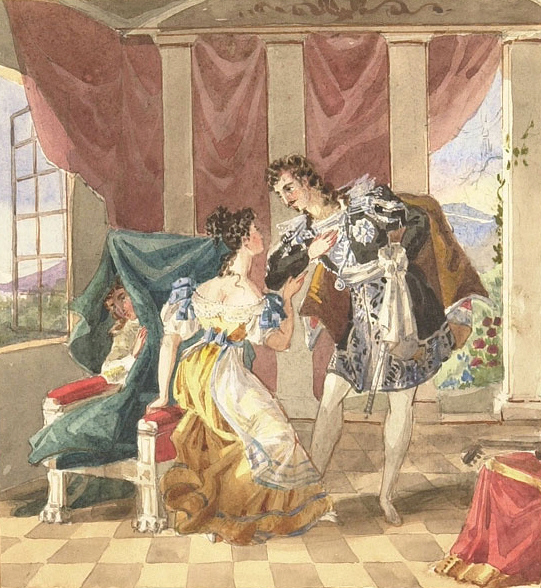
Nozze di Figaro. El conde llega de improviso

Su debut en el recital de los Estados Unidos tuvo lugar el 14 de abril de 1986 en el Town Hall de Nueva York, donde The New York Times lo elogió por su "buena apariencia, una imponente presencia escénica y, incluso dentro de los confines del formato de recital, una teatralidad aparentemente vívida ... ". Poco después, hizo su debut en la Ópera Metropolitana el 9 de octubre de 1986 como el Conde en Le nozze di Figaro. En 1986, fue invitado a una audición para Leonard Bernstein, lo que condujo a la participación de Hampson en la actuación semi-escenificada de 1987 de La bohème en Roma, dirigida por Bernstein, y, poco después, a sus actuaciones legendarias con la Filarmónica de Viena de los Kindertotenlieder de Gustav Mahler (1988), los Rückert-Lieder y los Lieder eines fahrenden Gesellen (1989). De aquí en adelante, fue reconocido como "uno de los principales barítonos líricos de finales de siglo".

## Década de los 90

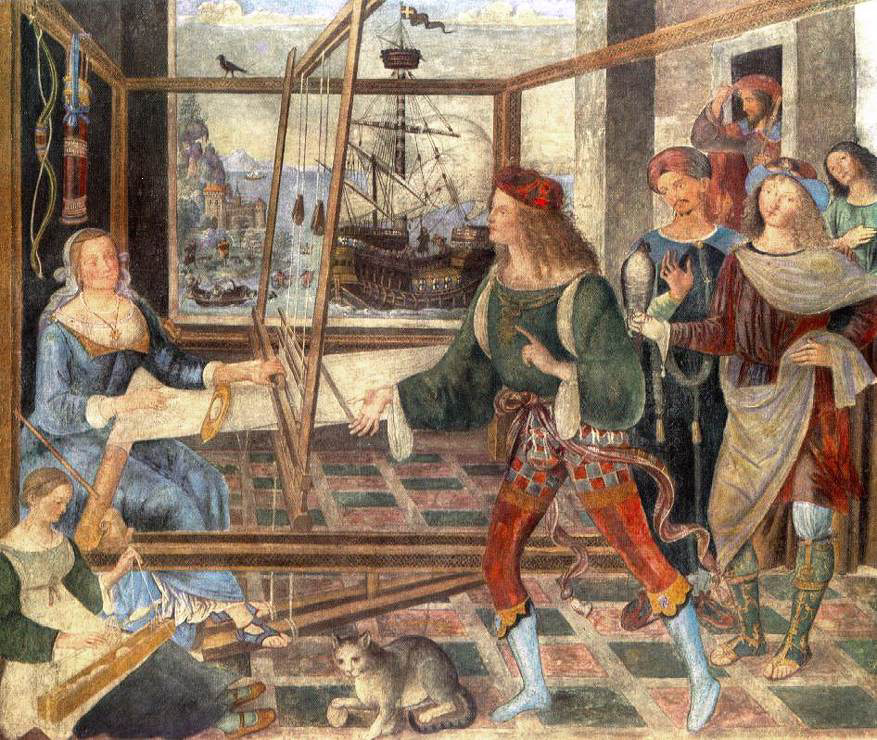
Pinturicchio, Il ritorno d'Ulisse

Los siguientes años trajeron actuaciones en muchos de los recintos de conciertos más importantes del mundo (incluyendo el Avery Fisher Hall, Barbican Centre, Carnegie Hall, Concertgebouw, Royal Albert Hall, Théâtre du Châtelet), óperas (incluida la Lyric Opera of Chicago, Metropolitan Opera, Opera de París, Royal Opera House Covent Garden, San Francisco Opera, Vienna State Opera) y festivales (principalmente Mozart Festival, Maggio Musicale, Salzburg Festival), donde Hampson actuó con algunos de los pianistas más reconocidos del mundo (incluyendo a John Browning, Geoffrey Parsons, Wolfram Rieger, Craig Rutenberg, Wolfgang Sawallisch), orquestas (incluyendo Chicago Symphony Orchestra, Houston Symphony, New York Philharmonic, Philadelphia Orchestra, San Francisco Symphony, Orchestra dell'Accademia Nazionale di Santa Cecilia en Roma, Spokane Symphony, Staatskapelle Berlin, UBS Verbier Orchestra) y directores (incluidos Daniel Barenboim, Christoph Eschenbach, Daniele Gatti, Vladimir Jurowski, James Levine, Fabio Luisi, Kurt Masur, Mariss Jansons, Zubin Mehta, Seiji Ozawa, Antonio Papano, David Potney, Michael Tilson Thomas y Franz Welser-Möst).

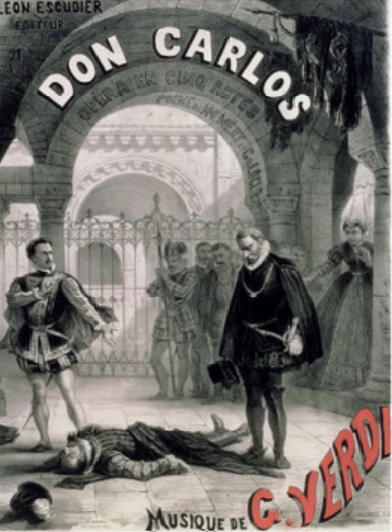
Don Carlos

En 1990, Hampson lanzó su primer álbum de recital como solista en Teldec titulado Des Knaben Wunderhorn, en colaboración con Geoffrey Parsons. The New York Times elogió la grabación, diciendo que "las actuaciones tienen una belleza luminosa y un hechizo de narrador". En febrero y marzo del mismo año, Hampson continuó su asociación con Bernstein, primero en una actuación ampliamente apreciada de los Rückert-Lieder y los Lieder eines fahrenden Gesellen de Mahler, y luego para su debut en el Carnegie Hall, interpretando los dos ciclos de Mahler con la Filarmónica de Viena (las últimas actuaciones públicas de Bernstein en el lugar). En noviembre, hizo su debut en la Ópera de San Francisco, interpretando el papel principal en Il ritorno d'Ulisse de Monteverdi y debut como Don Giovanni en el Metropolitan Opera.
En 1991, Hampson abrió la temporada de la Filarmónica de Nueva York en una transmisión en vivo desde el Lincoln Center, cantando Old American Songs de Aaron Copland en una actuación dirigida por Kurt Masur. También cantó en la Gala del 25º Aniversario de la Ópera Metropolitana, que fue grabada en vivo para video / CDV. El mismo año, lanzó un álbum de tributo a Cole Porter en EMI / Angel.
En 1992, fue nombrado el cantante musical del año de la revista América Musical, junto a John Corigliano, Robert Shaw, Christoph von Dohnányi y Yo-Yo Ma. El año incluyó muchas actuaciones notables, entre ellas: la gala del cumpleaños 200 de Rossini en el Avery Fisher Hall, el héroe del título en Billy Bud en el Met, el Conde en Le nozze di Figaro en el Maggio Musicale de Florencia bajo la batuta de Zubin Mehta, el Requiem alemán de Brahms, bajo la dirección de Daniel Barenboim con la Orquesta Sinfónica de Chicago, y dos actuaciones de Dichterliebe de Schumann: una en Ginebra y la otra en su primer recital en el Carnegie Hall.
Hampson comenzó 1993 realizando su primera interpretación del personaje principal en Hamlet de Ambroise Thomas en Monte Carlo. El rendimiento fue registrado posteriormente para EMI / Angel. Ese año, continuó añadiendo a su repertorio actuaciones como Il barbiere di Siviglia en The Royal Opera House, Covent Garden y Met, su debut en el papel de Posa en Don Carlos de Verdi en Zürich, el papel principal en la ópera de Hans Werner Henze, Der Prinz von Homburg, y Choräbe en Les Troyens en el Met. 1993 también vio el comienzo de la participación institucional de Hampson en el mundo clásico, cuando dio una serie de clases magistrales en el Festival de Tanglewood en Lenox, Massachusetts. También fue galardonado con un doctorado honorario de música en la ciudad de su infancia, Spokane, Washington, del Whitworth College ese mismo año, y tomó un papel importante en la publicación de una nueva edición crítica de canciones de Mahler, junto con la cual lanzó una grabación en colaboración con Geoffrey Parsons.
En enero de 1994, Hampson debutó con la Orquesta Sinfónica de Houston, cantando Mahler y Copland, y dirigida por Christoph Eschenbach. Más tarde ese mes fue nombrado Cantante Masculino del Año por los International Classical Music Awards. Luego se embarcó en una gira de cinco meses que lo llevó a más de veinte ciudades, con recitales de debut en Reutlingen, State College, Washington D. C., Iowa City, Fort Worth, Quebec y Buffalo, Nueva York. En julio, abrió el Festival Mostly Mozart en una transmisión en vivo desde el Lincoln Center, y luego en agosto actuó en el Festival de Salzburgo con un recital como solista de Barber y Mahler. En septiembre, cantó el papel principal en el estreno mundial de la ópera de Conrad Susa y Philip Littell, The Dangerous Liaisons y luego en octubre grabó los 20 Lieder und Gesänge, basado en su investigación y la de la Dra. Renate Hilmar-Voit.
En 1995, Hampson recibió dos premios por su contribución a la música clásica: el Premio de la Música Clásica de Cannes al Cantante del Año en 1994, y el Premio Echo Music al Mejor Cantante Masculino. Ese año, actuó en varias producciones significativas, incluyendo Das Lied von der Erde en el Carnegie Hall bajo la batuta de James Levine, una transmisión en vivo desde el Lincoln Center con Kathleen Battle, una actuación del Réquiem de Guerra de Britten. en Roma dirigido por Wolfgang Sawallisch, un recital de todas las canciones de Gustav Mahler (la nueva edición crítica de Hampson) para el Festival de Mahler en el Concertgebouw, y otro compromiso con Sawallisch y la Orquesta de Filadelfia en la Academia de Música.
Hampson comenzó a desarrollar su interés en la American Song en 1996, primero con su actuación de enero en una Gala benéfica para WNET y luego con el proyecto I Hear America Singing: Great Performances, filmado en mayo. En febrero de 1996, el presidente Bill Clinton extendió la primera invitación de Hampson a cantar en la Casa Blanca durante una cena de estado en honor del presidente francés Jacques Chirac. Además, fue incluido como miembro honorario de la Real Academia de Música de Londres en junio. Otras apariciones importantes de Hampson en 1996 incluyen una serie de clases magistrales en la Universidad del Mozarteum de Salzburgo, y dos producciones de Don Carlos en el original francés (dirigido por Luc Bondy), una en París y otra en Londres.

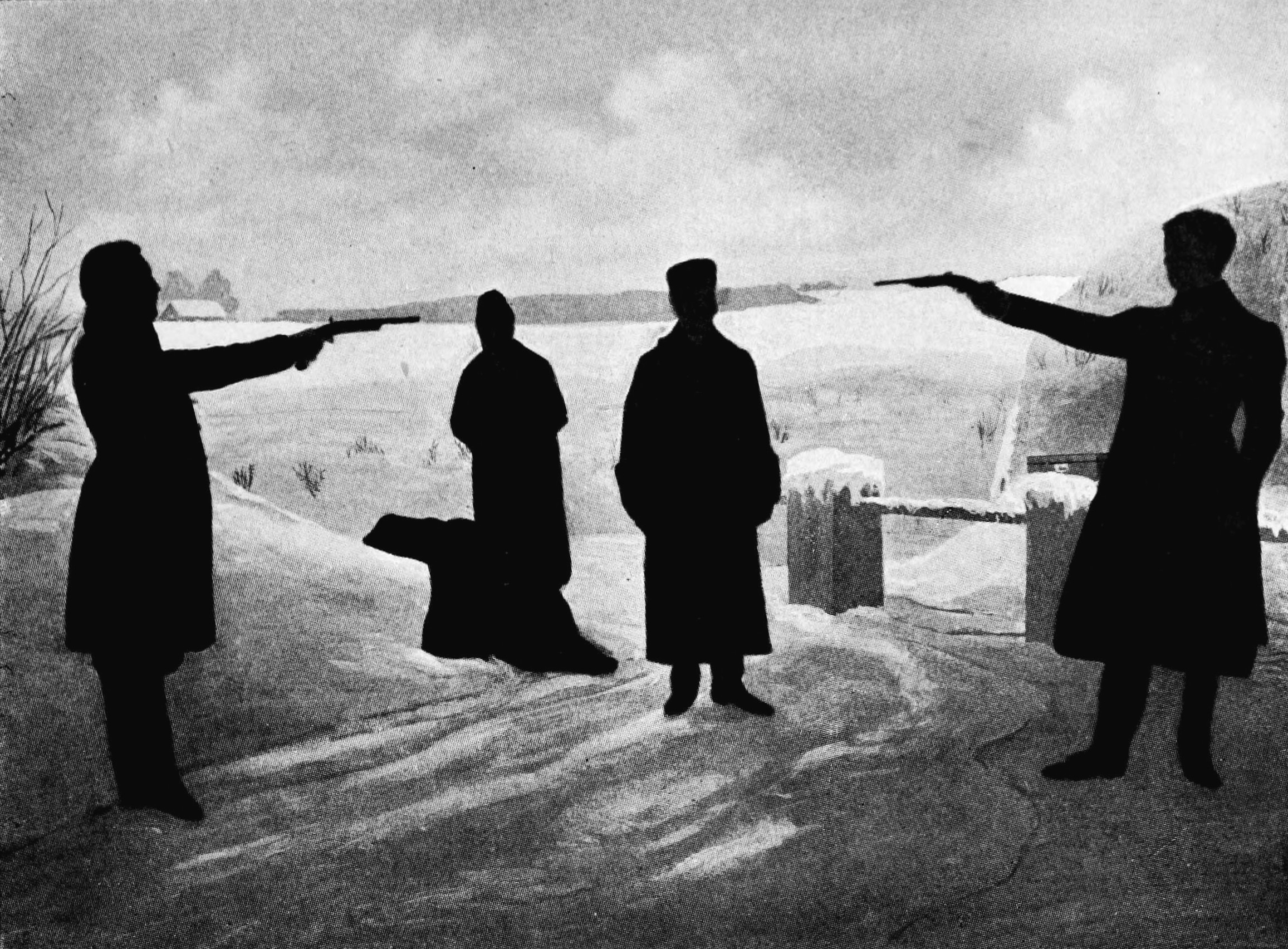
Eugene Onegin

En abril de 1997, hizo su primera actuación como Eugene Onegin en la ópera del mismo nombre de Chaikovski en la Ópera Estatal de Viena, y en mayo se reunió con Nikolaus Harnoncourt para una rara producción de Alfonso und Estrella de Schubert en Theater an der Wien en Viena. Hampson también consolidó su papel como un elemento musical estadounidense, primero al desempeñarse como Director Artístico, Consultor Creativo y Ejecutante en la producción de PBS "Thomas Hampson: Escucho América cantando", y luego ganando el premio Artista del Año de EMI. También hizo su primera aparición como Riccardo en I Puritani de Bellini en la Ópera Metropolitana, siendo aclamado por el Metropolitan Opera Guild como "el esfuerzo de bel canto más serio". En octubre debutó con otro papel: Antonio en la rara actuación de Donizetti Linda di Chamounix en la Ópera Estatal de Viena.
Hampson comenzó en 1998 con el estreno mundial de Elegies de Richard Danielpour en Jacksonville, Florida, y luego retomó el papel en el Carnegie Hall. En febrero se asoció con Jerry Hadley, Cheryl Studer y Craig Rutenberg para realizar I Hear America Singing en el Barbican Centre de Londres. A fines de año, Hampson se encontró nuevamente comprometido en la Ópera Estatal de Viena, esta vez debutando con el papel principal de Guillaume Tell, de Rossini.

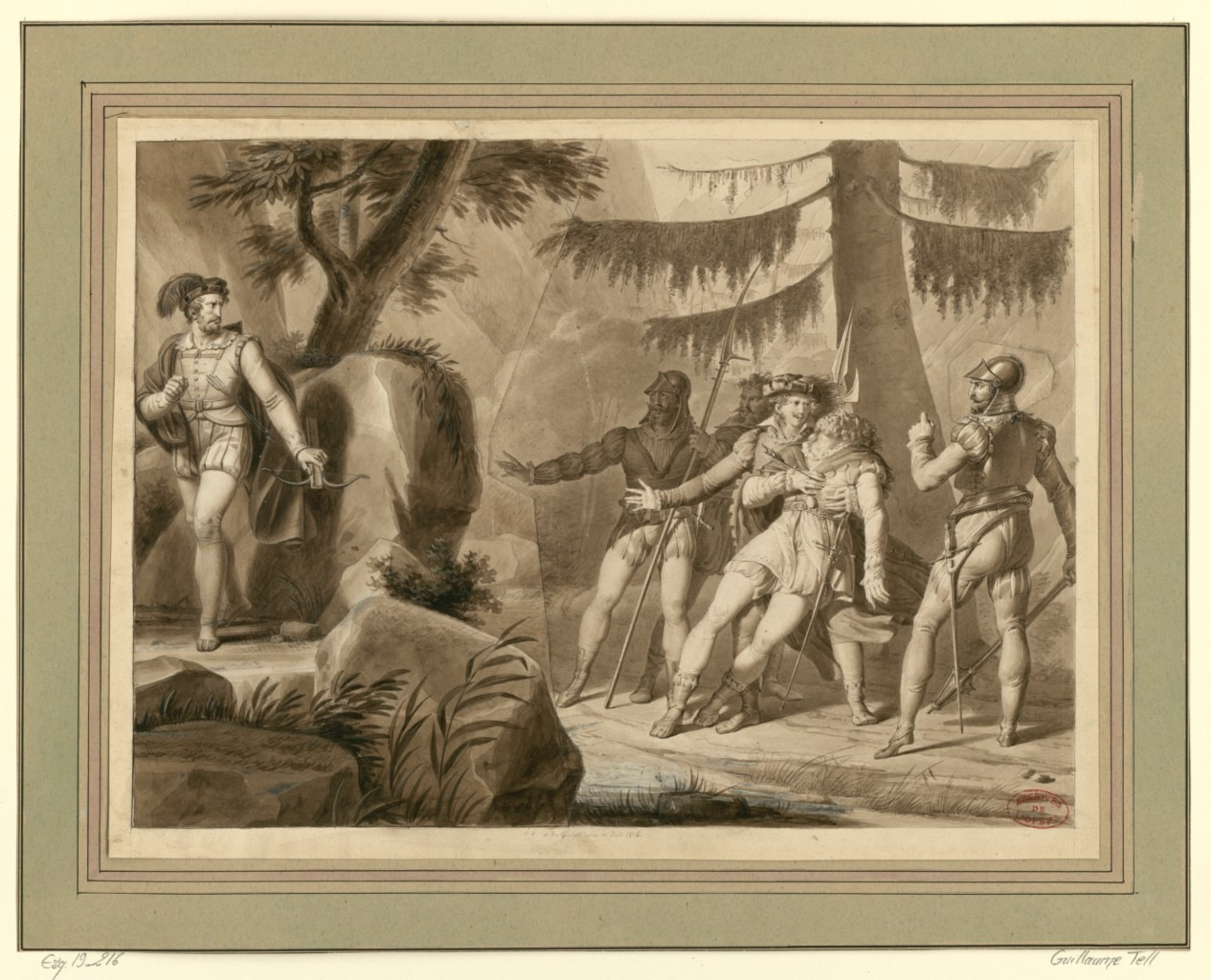
Gioachino Rossini - Guillaume Tell - Dibujo de Charles-Abraham Chasselat

A principios de 1999, Hampson volvió a la Ópera Metropolitana, esta vez en el papel principal en la versión barítono de Werther de Massenet, junto a Susan Graham. En abril se presentó con la mítica soprano Renée Fleming en la Casa Blanca para una gala. En julio, hizo otro debut en el papel de Wolfram en Tannhäuser de Wagner, un papel que más tarde le ganaría el Premio Grammy 2002 a la Mejor grabación de ópera. En agosto hizo otro debut en Doktor Faust de Busoni.

## Década de los 2000
A principios del 2000, Hampson volvió a su fascinación por Gustav Mahler, interpretando un recital centrado en Mahler en el Carnegie Hall en febrero. También repitió su actuación en Doktor Faust en el Met. Ese año, se desempeñó como miembro del Comité artístico para el Kennedy Center Honors y cantó en la celebración del centenario de Elinor Remick Warren en la Catedral Nacional de Washington. Al aparecer nuevamente con Renée Fleming, Hampson también sacó una grabación de Thaïs de Massenet a fines de año.

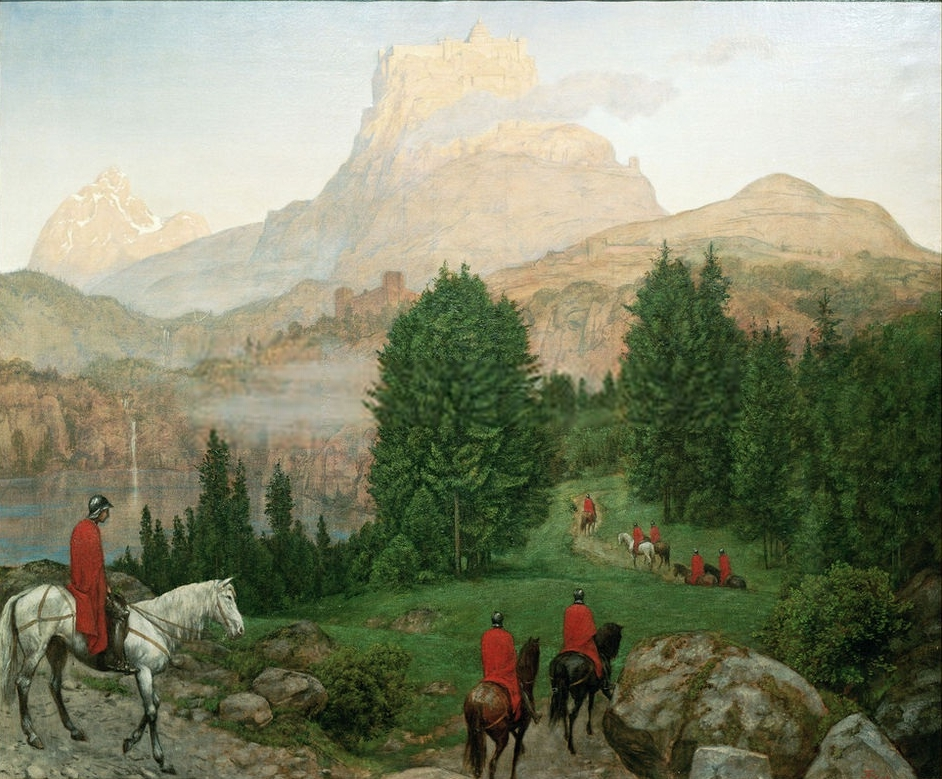
Hans Thoma - Die Gralsburg. Parsifal

En febrero de 2001, cantó Amfortas en Parsifal en la Ópera de París y la Royal Opera House en Londres, realizó una serie de recitales de cuatro meses en Europa y Estados Unidos, bajo la batuta de Vladimir Jurowski y Franz Welser-Möst. 
En 2002 tuvo una actuación de abril como Mandryka en Arabella de Richard Strauss en el Théâtre du Châtelet de París junto a Karita Mattila, otra como el papel principal en el estreno mundial de Der Riese vom Steinfeld de Friedrich Cerha en junio, y luego dos actuaciones en octubre: una como el papel principal en Simon Boccanegra de Verdi en la Ópera Estatal de Viena bajo la batuta de Daniele Gatti y la dirección de Peter Stein, y una en el estreno mundial de Sechs Gedichte von Friedrich Nietzsche de Wolfgang Rihm en Colonia. Finalmente, en diciembre, hizo su primera aparición en el papel de Athanael en Thaïs en la Lyric Opera of Chicago.
En 2003, Hampson actuó en un recital dedicado a las obras del compositor Hugo Wolf, primero en febrero en el Carnegie Hall (apareciendo con el pianista / director Daniel Barenboim) y luego en el Festival de Salzburgo en una pieza titulada "The Hugo Wolf Project", creada por Hampson y presentando a varios de sus famosos contemporáneos. Ese año, también repitió sus papeles en Tannhäuser y Don Giovanni, y cantó un arreglo del poema Dover Beach con el Emerson String Quartet. Más tarde ese año, también apareció con la Filarmónica de Viena en una representación de Baal-Gesänge de Friedrich Cerha bajo Zubin Mehta.
Hampson regresó a la Ópera Metropolitana en 2004 para cantar el papel principal en Don Giovanni, dirigida por Marthe Keller. Volvió a interpretar este papel en la gira por Japón de la Ópera Estatal de Viena bajo la batuta de Seiji Ozawa. También apareció en Tannhäuser una vez más, con dirección escénica de Otto Schenk y dirigido por Mark Elder. Ese año, también comenzó una colaboración con la Biblioteca del Congreso que condujo a la creación de la Fundación Hampson dedicada a la promoción de la canción de cámara en América. La fundación apoya eventos, investigación, simposios, conferencias, etc.

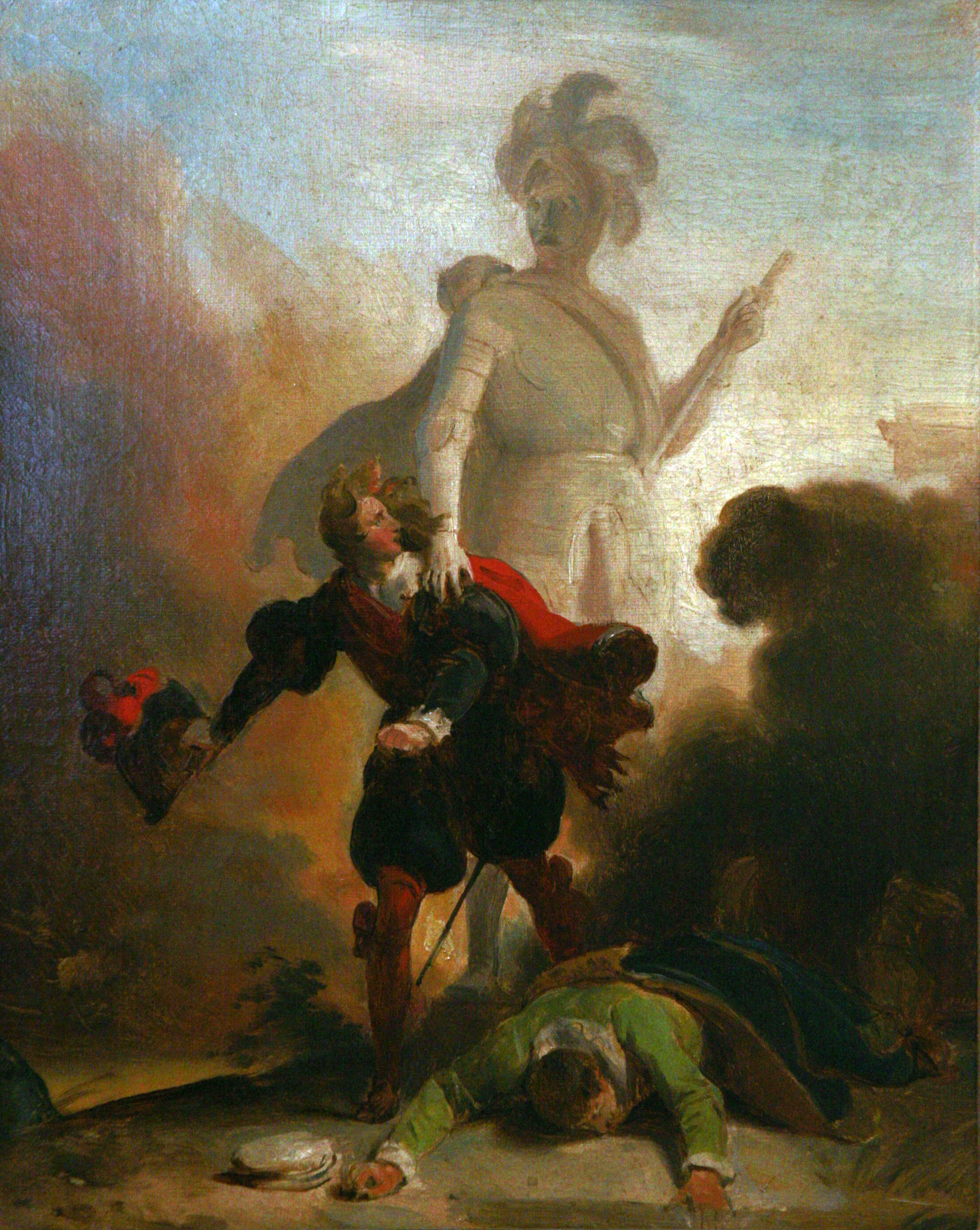
Don Juan

Debutó en Un ballo in maschera y otra actuación en el Festival de Salzburgo 2005, esta vez como Germont en La traviata. Ese año, también lanzó su sitio web, www.thomashampson.com. Finalmente, la colaboración de Hampson con la Biblioteca del Congreso lo condujo a una gira de conciertos por 12 ciudades que se prolongó hasta el verano de 2006.
En 2006, en una colaboración entre el Festival Heidelberger Frühling y la Fundación Hampsong, se celebró el 200 aniversario de la impresión de Des Knaben Wunderhorn en conciertos, simposios y clases magistrales. Ese año también fue el 50 aniversario de la reapertura de la Ópera Estatal de Viena, y Hampson fue invitado a cantar en una gala en honor del lugar. Hampson también cantó en el Festival de Salzburgo una vez más, esta vez en honor del 250 aniversario de Mozart. Las actuaciones del año incluyeron el papel principal en Macbeth de Verdi, el papel principal en Doktor Faust una vez más y Mandryka en una nueva producción de Arabella.
En 2007, Hampson volvió a Simon Boccanegra en el Met. En mayo, actuó con la Sinfonía de San Francisco en el Carnegie Hall.
En 2008, Hampson apareció como Carlos en un renacimiento de Ernani en la Ópera Metropolitana. También tomó una vez más el papel de Athanael en Thaïs de Massenet, otra vez junto a Renée Fleming y cantó en las noches de apertura tanto del Metropolitan Opera como del Carnegie Hall. Ambas actuaciones fueron transmitidas en todo el mundo. En junio, Hampson tomó el control de su producción de medios y estableció su propio sello discográfico independiente, Thomas Hampson Media (THM), relanzando seis álbumes a través de iTunes.
En 2009, como parte de la celebración del 120.º Aniversario de la Ópera Metropolitana, Hampson cantó la última escena de Parsifal con el tenor Plácido Domingo. En febrero, actuó en el estreno mundial de Letters From Lincoln de Michael Daugherty con la Spokane Symphony y luego en el papel principal en Eugene Onegin en el Met. En marzo, hizo su debut en el papel de Scarpia en Tosca en la Ópera de Zúrich. En mayo, tuvo un recital en el Tribunal Supremo de los Estados Unidos. A partir de septiembre de ese año, Hampson se convirtió en el primer artista en residencia de la Filarmónica de Nueva York. En noviembre, Hampson lanzó www.songofamerica.net, una base de datos interactiva que detalla la cultura y la historia de la American Song y volvió a embarcarse en su gira "Song of America", que tuvo 13 recitales entre julio de 2009 y febrero de 2010.

## Década de los 2010

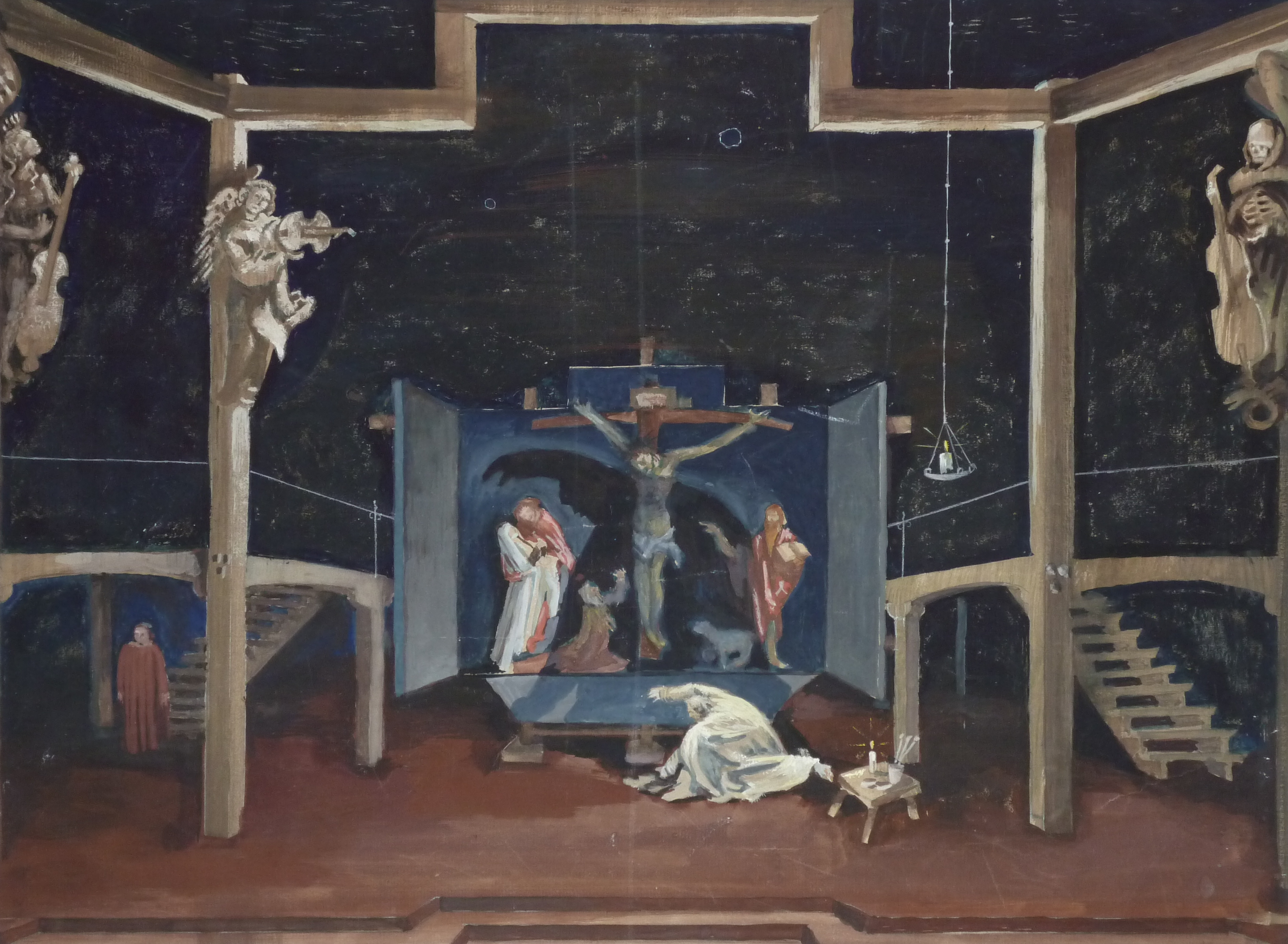
Hindemith, P. Mathis, der Maler (München, 1948)

Además de su calendario de actuaciones, gran parte de la carrera moderna de Hampson se ha centrado en la educación musical. Como tal, en marzo de 2010 encabezó la primera transmisión de música clásica en vivo disponible en una aplicación móvil: una clase magistral sobre canciones de Mahler, auspiciada por el Programa de aprendizaje a distancia de la Escuela de Música de Manhattan. Ese año, actuó en el monólogo musical de 19 minutos del compositor John Adams, The Wound-Dresser. También apareció en una producción problemática de La traviata ese año, bajo la batuta de Leonard Slatkin, quien más tarde se retiró de la producción.
También en 2010, Hampson fue elegido miembro de la Academia Estadounidense de las Artes y las Ciencias.
En 2011, Hampson cantó el papel de Rick Rescorla en el estreno mundial de Heart of a Soldier de Christopher Theofanidis con la Ópera de San Francisco, basada en una historia real del 11 de septiembre de 2001. Hampson continuó sus actividades en la comunidad de Mahler, actuando en más de 50 conciertos de la música de Mahler en 2011 en honor al centenario de la muerte de Mahler. Ese año también se estrenó la serie de radio Song of America, coproducida por la Hampsong Foundation y la WFMT Radio Network of Chicago. Organizada por Hampson, la serie consta de 13 programas de una hora de duración que exploran la historia de la cultura estadounidense a través de las canciones; se ha emitido en más de 200 emisoras de EE. UU.
Los compromisos de Hampson en 2012 incluyeron debuts de papel de Yago en el Otello de Verdi y el papel principal en Mathis der Maler de Hindemith, ambos en la Ópera de Zúrich, y su debut como Macbeth de Verdi en la Ópera Metropolitana. Entre otros eventos destacados de la temporada se incluyen conciertos con la Orquesta Sinfónica Nacional y Christoph Eschenbach, la Filarmónica de Múnich y Zubin Mehta, la Filarmónica de Los Ángeles y Gustavo Dudamel, la Sinfónica de Pittsburgh y Manfred Honeck y la Filarmónica de Israel y Zubin Mehta. Apareció en la serie "Fusion Journeys" de CNN, que lo filmó en Sudáfrica en un intercambio musical con Ladysmith Black Mambazo.
Es miembro de la Academia Europea de Artes y Ciencia y fue condecorado por el gobierno francés.

## Discografía principal

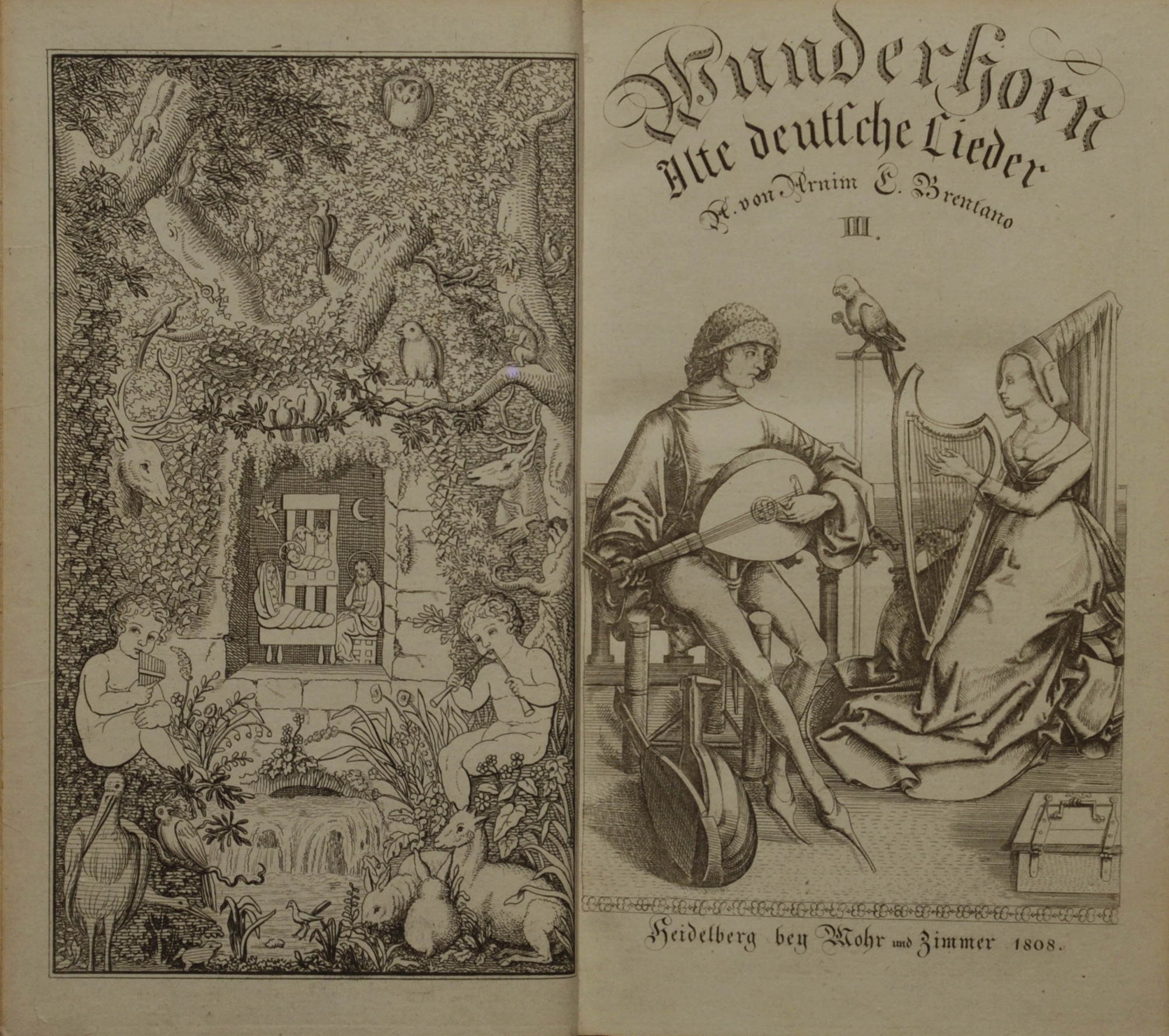
Des Knaben Wunderhorn

Su discografía es muy vasta y en el 2008 recibió el Premio Opera News otorgado por el Metropolitan Opera Guild de New York. El registro de Tannhäuser recibió en 2003 el Grammy Award for Best Opera Recording.
Canciones
- Ives; An American Journey - RCA
- Mahler : Rückert-Lieder & Lieder – DG
- Mahler : Des Knaben Wunderhorn – TELDEC
- Mahler : Das Lied von der Erde (versión para barítono) – EMI
- Schumann: Heine Lieder– EMI
- Schumann - Amor de poeta, Kerner Lieder - DVD (Prinzregenten-Theater, Múnich, 2007)
- Schubert: Lieder – Hyperion
- Schubert, Winterreise - EMI
- Stephen Foster: American Dreamer –EMI
- To the Soul: Hampson sings the poetry of Walt Whitman – EMI
- Cole Porter: Night & Day –EMI
- Copland: Long Time Ago – TELDEC
- Romantic songs (Berlioz, Rossini, etc) - EMI
- Thomas Hampson, voices of our time - TDK DVD

Ópera
- Bizet - Carmen - EMI
- Britten: Billy Budd – ERATO

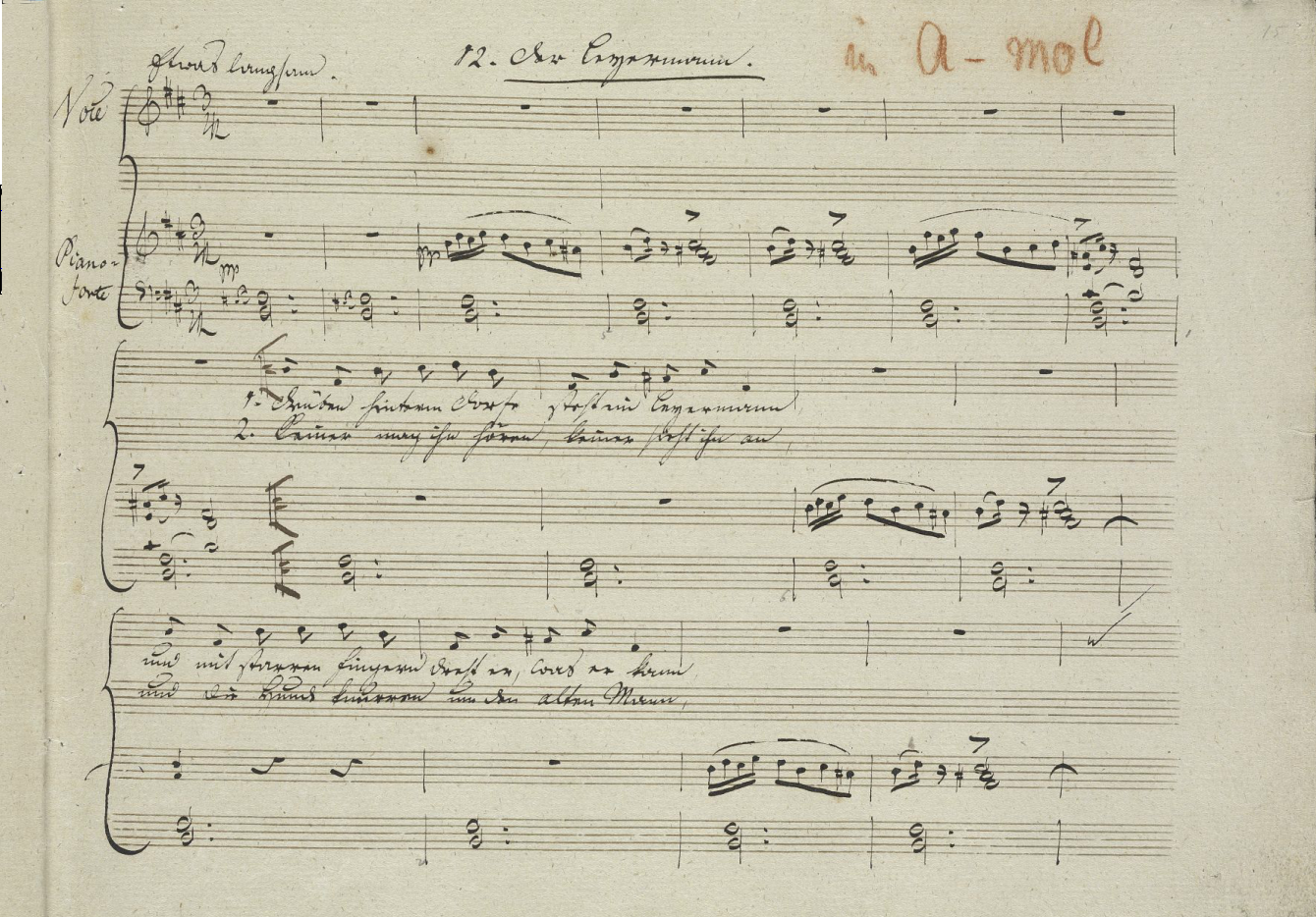
Schubert - Winterreise, 24º y último lied

- Busoni: Doktor Faust - Arthaus DVD
- Gluck: Ifigenia en Tauride - Orfeo
- Gounod; Faust - EMI
- Lehár; Die lustige Witwe - EMI
- Massenet; Thais - DECCA
- Massenet: Werther - EMI (versión para barítono)
- Mozart; Le Nozze di Figaro - DG
- Mozart : Don Giovanni – TELDEC
- Mozart: Don Giovanni - DG, DVD
- Rossini; Il Barbiere di Siviglia - EMI
- Szymanowski - King Roger -EMI
- Chaikovski - Eugene Onegin - EMI
- Verdi, Aïda - Teldec
- Verdi; Don Carlo – EMI
- Verdi, Falstaff (Fenton) - DG
- Verdi; Macbeth - TDK DVD
- Verdi; La Traviata - DG DVD
- Verdi; La Traviata - Arthaus DVD
- Verdi; Simon Boccanegra - TDK DVD
- Wagner, Götterdämmerung - EMI
- Wagner: Parsifal - OPUS ARTE DVD
- Wagner; Tannhäuser - TELDEC
- Operetta Arias - EMI
- Thomas Hampson Collection – TELDEC

## Leer también
- Crutchfield, Will (1988, 24 February), 'Music: Thomas Hampson' The New York Times. Consultado el 31 de agosto de 2007.
- Rothstein, Edward (1991, 14 February), 'Review/Opera; Thomas Hampson as the Barber' The New York Times. Consultado el 31 de agosto de 2007.
- 'Thomas Hampson, Baritone, Plans Debut' (1986, 13 March) The New York Times. Consultado el 31 de agosto de 2007.